# Helena Johansson
Helena Johansson es una cantautora sueca.
Helena Johansson nació y creció en Estocolmo, Suecia. Empezó a cantar a una edad muy temprana y en su adolescencia comenzó a escribir sus propias canciones. Tras graduarse en Kulturama en Estocolmo, la escuela de artes escénicas más importante de Escandinavia, empezó a interpretar su propia música en clubs y otros lugares en la capital sueca.
En 2006 Helena se mudó a Nashville, Tennessee, en Estados Unidos, para continuar su carrera musical. Quería desarrollar sus habilidades para la composición musical entre los mejores compositores del mundo. En Nashville conoció al sueco Dan Ekbäck, quien estaba contratado por la editorial Bluewater Music por aquel entonces. Ekbäck ha trabajado con artistas como Jill Johnson y Garth Brooks. Después de escuchar la demostración de Helena, empezó a presentarla a algunos de los más exitosos compositores de Nashville, como, por ejemplo, Liz Rose, conocida por sus trabajos con Taylor Swift, LeAnn Rimes o Jewel.
La cantante y compositora estadounidense de estilos R&B, pop, soul y house, Martha Wash, escuchó la canción de Helena "It's My Time" y decidió grabar dicha canción y lanzarla como el segundo sencillo de su álbum "Something Good", en enero de 2013.
En el año 2010 Helena conoció al productor y compositor británico Denis Ingoldsby, conocido por sus trabajos con Delilah, Flux Pavilion o Doctor P. Juntos empezaron a escribir canciones mediante Skype y tras varias sesiones Helena decidió regresar a Europa para poder continuar su colaboración. La experiencia de Ingoldsby con el pop electrónico hizo que Helena incorporara ese sonido a sus propias canciones.
En mayo de 2013 Helena lanzó su primer single, "Lead The Way", de su próximo y primer maxi-single. Su segundo single, "My Kind of Love", lanzado en julio, fue seleccionado como el "favorito de la semana" (Pick of the Week) en la estación de radio sueca P4 en octubre de 2013.
Su maxi-single From The Ground Up fue lanzado el 6 de febrero de 2014. 